# 第3海兵航空団
第3海兵航空団（だい3かいへいこうくうだん、英: 3rd Marine Aircraft Wing、略称：3rd MAW）は、アメリカ海兵隊の航空団の一つ。第1海兵遠征軍に所属し、カリフォルニア州ミラマー海兵隊航空基地に司令部が所在する。

## 部隊編成

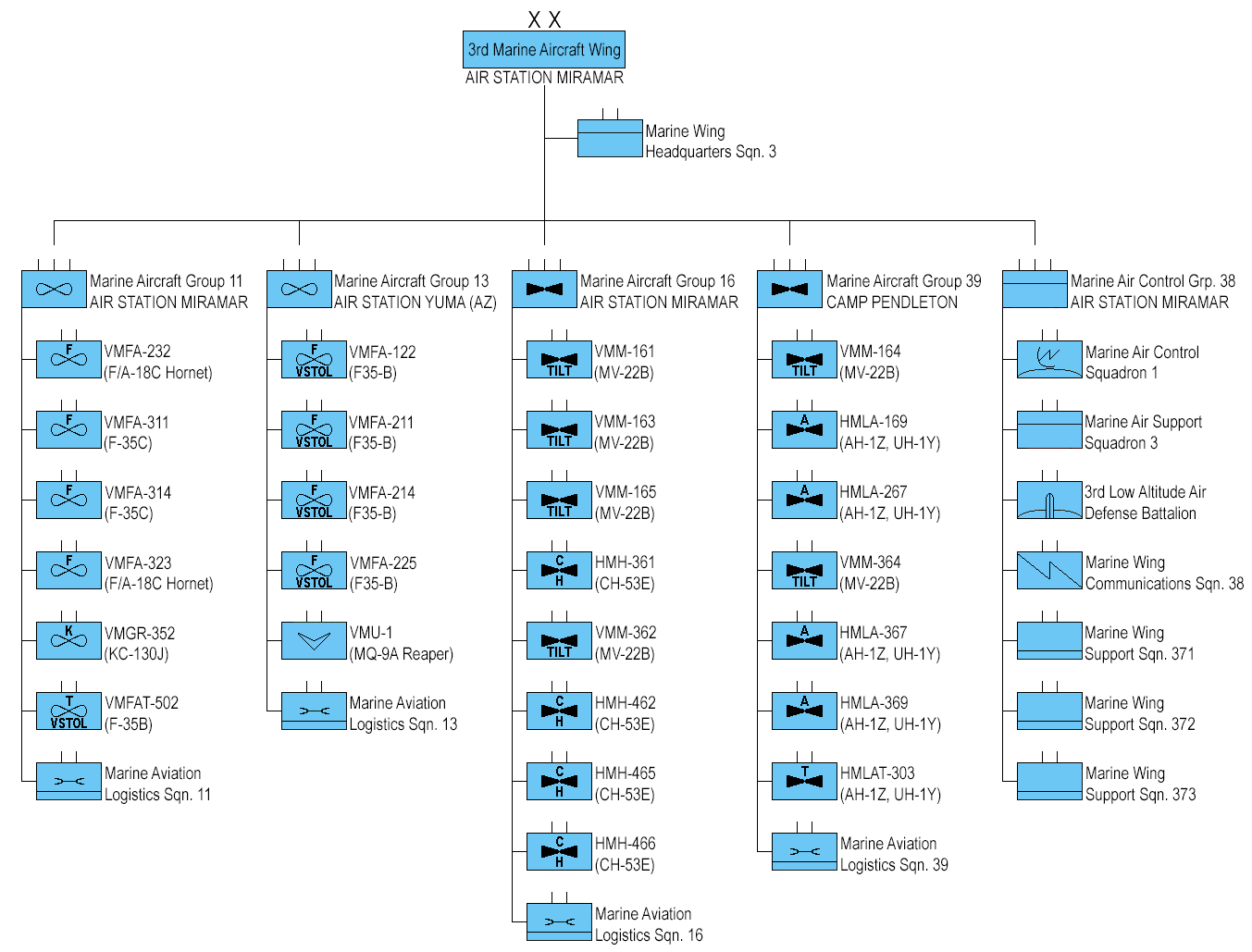
第3海兵航空団編成図

第3海兵航空団には、以下の隷下部隊が配置されている。なお、第11海兵航空群のF/A-18C/Dおよび第13海兵航空群のAV-8B/B+はF-35B、第16海兵航空群のCH-53EはCH-53Kへ順次、更新される。また、第39海兵航空群は日本の沖縄県に所在する普天間基地へ、分遣隊をローテーションで展開させている。
- 第3海兵航空団司令部（ミラマー海兵隊航空基地）
  - 海兵航空団司令部第3飛行隊（英語版）（MWHS-3）"Eagles"
- 第11海兵航空群（英語版）（ミラマー海兵隊航空基地）
  - 第373海兵航空団支援中隊（英語版）（MWSS-373）"Ace Support"
  - 第232海兵戦闘攻撃飛行隊（英語版）（VMFA-232）"Red Devils" - F/A-18C/D
  - 第314海兵戦闘攻撃飛行隊（英語版）（VMFA-314）"Black Knights" - F-35C
  - 第323海兵戦闘攻撃飛行隊（英語版）（VMFA-323）"Death Rattlers" - F/A-18C
  - 第101海兵戦闘攻撃訓練飛行隊（英語版）（VMFAT-101）"Sharpshooters" - F/A-18A/B/C/D
  - 第352海兵空中給油輸送飛行隊（英語版）（VMGR-352）"Raiders" - KC-130J
  - 第11海兵航空兵站中隊（英語版）（MALS-11）"Devilfish"
- 第13海兵航空群（英語版）（ユマ海兵隊航空基地）
  - 第13海兵航空群司令部司令中隊/飛行隊（H&HS） - UC-12F、HH-1N
  - 第371海兵航空団支援中隊（MWSS-371）"Sand Sharks"
  - 第122海兵戦闘攻撃飛行隊（英語版）（VMFA-122）"Flying Leathernecks" - F-35B
  - 第211海兵戦闘攻撃飛行隊（英語版）（VMFA-211）"Wake Island Avengers" - F-35B
  - 第214海兵攻撃飛行隊（英語版）（VMA-214）"Black Sheep" - AV-8B/B+
  - 第225海兵戦闘攻撃飛行隊（英語版）（VMFA-225）"Vikings" - F-35B
  - 第1海兵無人機飛行隊（英語版）（VMU-1）"Watchdogs" - MQ-9A、RQ-21A
  - 第13海兵航空兵站中隊（英語版）（MALS-13）"Black Widows"
- 第16海兵航空群（英語版）（ミラマー海兵航空基地）
  - 第374海兵航空団支援中隊（英語版）（MWSS-374）"Rhinos"
  - 第161海兵中型ティルトローター飛行隊（英語版）（VMM-161）"Greyhawks" - MV-22B
  - 第163海兵中型ティルトローター飛行隊（英語版）（VMM-163）"Evil Eyes" - MV-22B
  - 第165海兵中型ティルトローター飛行隊（英語版）（VMM-165）"White Knights" - MV-22B
  - 第166海兵中型ティルトローター飛行隊（英語版）（VMM-166）"Sea Elk" - MV-22B
  - 第361海兵重ヘリコプター飛行隊（英語版）（HMH-361）"Flying Tigers" - CH-53E
  - 第363海兵中型ティルトローター飛行隊（英語版）（VMM-362）"Ugly Angels" - MV-22B
  - 第462海兵重ヘリコプター飛行隊（英語版）（HMH-462）"Heavy Haulers" - CH-53E
  - 第465海兵重ヘリコプター飛行隊（英語版）（HMH-465）"Warhorse" - CH-53E
  - 第466海兵重ヘリコプター飛行隊（英語版）（HMH-466）"Wolfpack" - CH-53E
  - 第16海兵航空兵站中隊（英語版）（MALS-16）"Immortals"
- 第39海兵航空群（英語版）（キャンプ・ペンドルトン海兵隊基地）
  - 第372海兵航空団支援中隊（英語版）（MWSS-372）"Diamondbacks"
  - 第164海兵中型ティルトローター飛行隊（英語版）（VMM-164）"Knightriders" - MV-22B
  - 第169海兵軽攻撃ヘリコプター飛行隊（英語版）（HMLA-169）"Vipers" - AH-1Z、UH-1Y
  - 第267海兵軽攻撃ヘリコプター飛行隊（英語版）（HMLA-267）"Stingers" - AH-1Z、UH-1Y
  - 第364海兵中型ティルトローター飛行隊（英語版）（VMM-364）"Purple Foxes" - MV-22B
  - 第369海兵軽攻撃ヘリコプター飛行隊（英語版）（HMLA-369）"Gunfighters" - AH-1Z、UH-1Y
  - 第469海兵軽攻撃ヘリコプター飛行隊（英語版）（HMLA-469）"Vengeance" - AH-1Z、UH-1Y
  - 第303海兵軽攻撃ヘリコプター訓練飛行隊（英語版）（HMLAT-303）"Atlas" - AH-1Z、UH-1Y
  - 第39海兵航空兵站中隊（英語版）（MALS-39）"Hellhounds"
- 第38海兵航空管制群（英語版）（ミラマー海兵隊航空基地）
  - 第3低空防空大隊（英語版）（3rd LAAD） - FIM-92
  - 第1海兵航空管制中隊（英語版）（MACS-1）"Falconers"
  - 第3海兵航空支援中隊（英語版）（MASS-3）"Blacklist"
  - 第38海兵航空団通信中隊（英語版）（MWCS-38）"Red Lightning"
  - 第38海兵戦術航空中隊（英語版）（MTACS-38）

## 配属基地
- ミラマー海兵隊航空基地 - 司令部およびF/A-18C/DならびにF-35B/C飛行隊、MV-22B飛行隊が配備されている。
- ユマ海兵隊航空基地 - AV-8BおよびF-35B飛行隊が配備されている。
- キャンプ・ペンドルトン海兵隊基地 - ヘリコプターおよびMV-22B飛行隊が配備されている。